# Riksdagen 1962
Riksdagen 1962 ägde rum i Stockholm.
Riksdagens kamrar sammanträdde i riksdagshuset den 10 januari 1962. Riksdagsarbetet inleddes ceremoniellt genom riksdagens högtidliga öppnande i rikssalen på Stockholms slott den 11 januari. Första kammarens talman var Gustaf Sundelin (FP), andra kammarens talman var Fridolf Thapper (S). Riksdagen avslutades i första kammaren den 12 december och i andra kammaren den 13 december 1962.